# Wedding Season
Wedding Season è una serie televisiva britannica comedy creata da Oliver Lyttelton. La serie è stata distribuita nel Regno Unito a partire dall'8 settembre 2022 su Disney+, come Star Original.
In Italia, la serie è stata distribuita in contemporanea con il Regno Unito l'8 settembre 2022.

## Sinossi
Durante un matrimonio, Stefan e Katie si innamorano, nonostante Katie sia già impegnata. Due mesi dopo, al matrimonio di Katie, suo marito e tutta la sua famiglia vengono assassinati. La polizia sospetta Stefan, ma lui sospetta Katie. Mentre cercano di dimostrare la loro innocenza, i loro sentimenti si complicano e sono costretti a fuggire dalla polizia e dalla criminalità organizzata.

## Episodi
| Stagione       | Episodi | Pubblicazione Regno Unito | Pubblicazione Italia |
| -------------- | ------- | ------------------------- | -------------------- |
| Prima stagione | 8       | 2022                      | 2022                 |

## Personaggi e interpreti
- Katie, interpretata da Rosa Salazar, è una giovane donna in procinto di sposarsi;
- Stefan, interpretato da Gavin Drea, è un romantico che incontra Katie durante un matrimonio e s'innamora;
- Hugo Delaney, interpretato da George Webster, è il futuro marito di Katie;
- DCI Metts, interpretata da Jade Harrison, è un ispettore di polizia;
- DI Donahue, interpretato da Jamie Michie, è un altro ispettore di polizia;
- Mr. Delaney, interpretato da Ivan Kaye, è il padre di Hugo e un potente magnate.

## Produzione
A fine luglio 2021, Disney EMEA ha annunciato la nuova serie originale britannica Wedding Season. La serie, scritta da Oliver Lyttelton, è prodotta da Dancing Ledge Productions e Jax Media. Viene anche annunciata Rosa Salazar come attrice protagonista.
Nel novembre 2021, vengono annunciati come  nuovi membri del cast Gavin Drea, per il ruolo di protagonista maschile, Jade Harrison e Jamie Michie.

## Distribuzione
Il 25 luglio 2022 vengono pubblicate le prime immagini ufficiali della serie. Lo stesso giorno viene annunciato che la serie sarebbe stata pubblicata l'8 settembre successivo. L'11 agosto 2022 viene pubblicato il trailer ufficiale.
La serie è stata distribuita a livello internazionale su Disney+, come Star Original, a partire dall'8 settembre 2022. Negli Stati Uniti è stata resa disponibile sulla piattaforma streaming Hulu e in America Latina su Star+.